# Mathieu Kessels

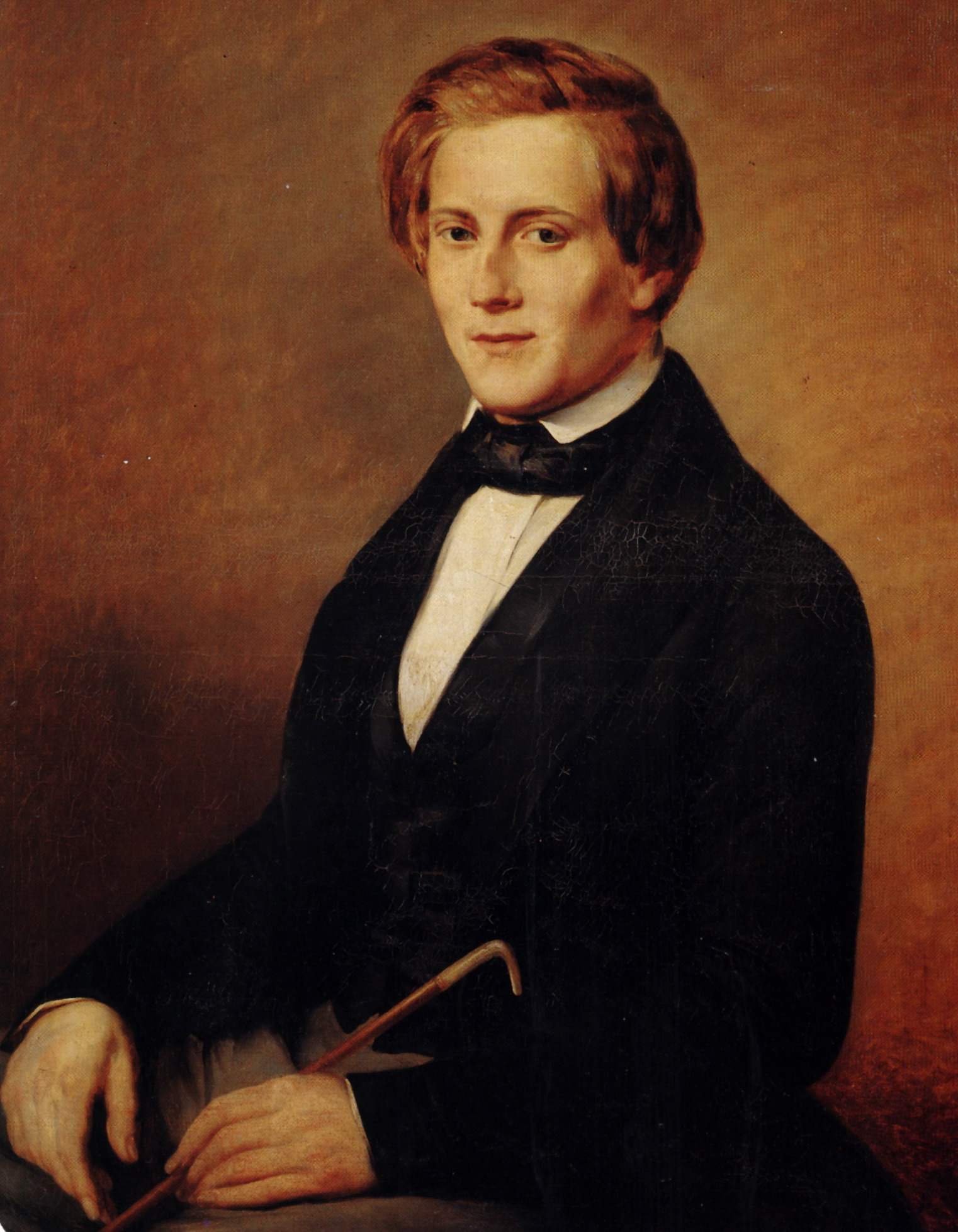
Retrato anónimo de Mathieu Kessels.

Mathieu Kessels (Maastricht, 20 de mayo de 1784 - Roma, 4 de marzo de 1836) fue un pintor y escultor holandés del Neoclasicismo. Trabajó durante la mayor parte de su vida en Roma.

## Biografía
Mathieu Kessels (también llamado Matthias o Matthijs) nació en Maastricht; su padre era carpintero.
Uno de sus hermanos fue arquitecto, y otro de ellos llegó a ser un famoso fabricante de relojes, ambos en Hamburgo. Mathieu fue aprendiz de un orfebre en Venlo, pero pronto abandonó su aprendizaje para asistir a la École des Beaux-Arts de París. En 1806 viajó a San Petersburgo, donde permaneció ocho años aprendiendo a hacer modelos de cera y esculturas de diversos tipos. En 1815 regresó brevemente a Venlo y Maastricht. A continuación, pasó varios meses en París, donde su obra fue expuesta en el Salón de 1819.
Decidido a ir a Roma, fue aceptado como aprendiz del escultor danés Bertel Thorvaldsen. En un concurso para jóvenes artistas, organizado por Antonio Canova en 1819, Kessels ganó el primer premio con la terracota San Sebastián atravesado por las flechas. En Roma se convirtió en miembro, y más tarde profesor, de la Academia de San Lucas y del Instituto de los Países Bajos. También llegó a ser miembro de las academias en Ámsterdam (1824) y Amberes.
En Roma, Kessels fue maestro de los escultores Louis Jehotte (c. 1803-1884) y Eugene Simonis, este último destacado escultor belga que ejerció gran influencia a través de su enseñanza en la Académie Royale des Beaux-Arts de Bruselas. Otro alumno de Kessels fue el escultor holandés Johannes Antonius van der Ven, que esculpió su lápida funeraria.
Mathieu Kessels murió en Roma, mientras estaba trabajando en un San Miguel venciendo a la Anarquía con destino a la Catedral de santa Gúdula de Bruselas. A la muerte de Kessels, su estudio, que había sido inventariado por Thorvaldsen, fue adquirido por el gobierno belga y transferido a los Museos Reales de Bellas Artes de Bélgica. Este museo posee ahora más de 70 obras de Kessels.

## Mecenas y patrocinadores

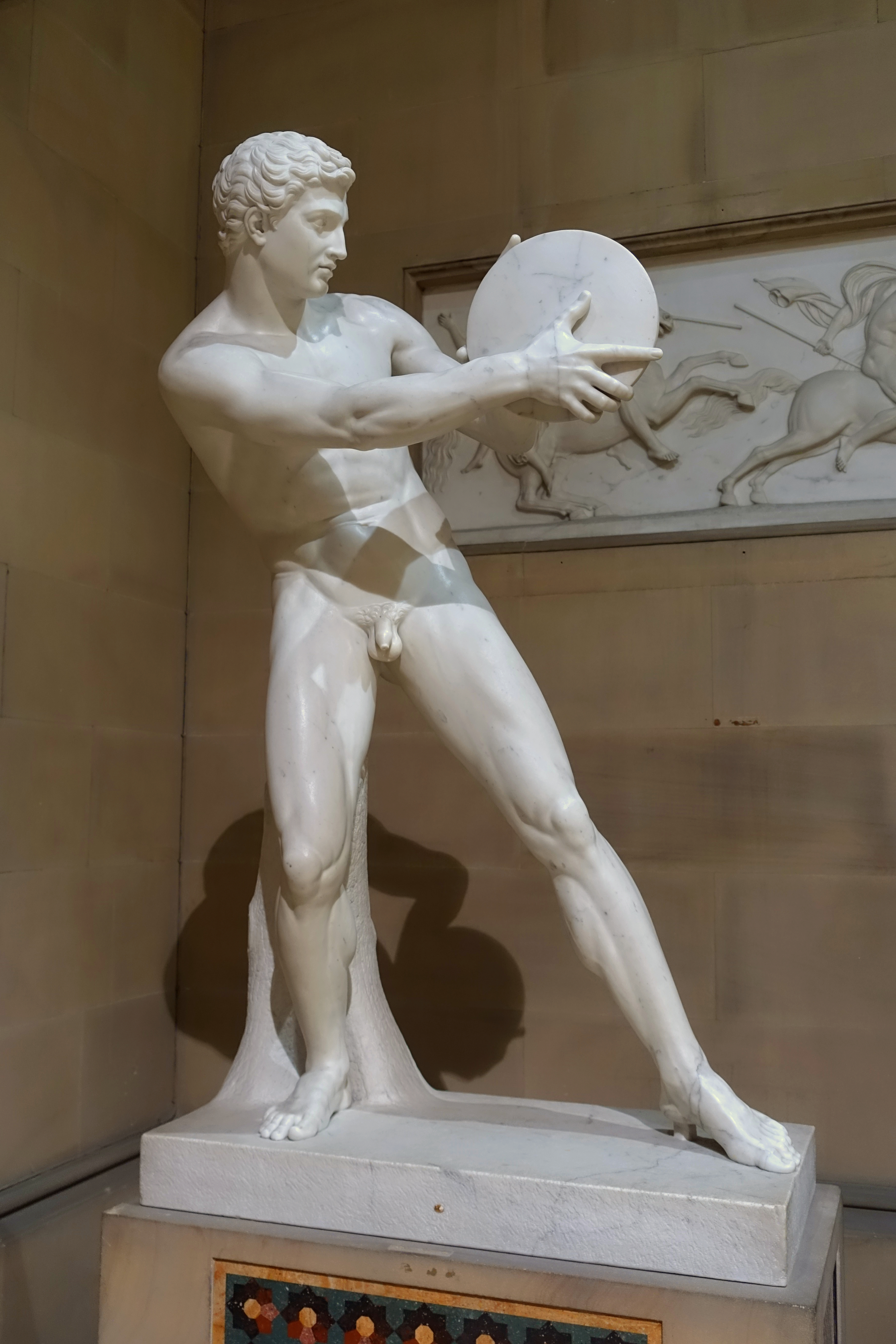
Mathieu Kessels: Discóbolo, 1828. Chatsworth House.

Entre sus numerosos mecenas, destacó William Cavendish, sexto duque de Devonshire, que le encargó dos bajorrelieves de mármol,  El Día y la Noche (1819), y un Discóbolo lanzando el disco (1828), ambos en Chatsworth House. Una copia de bronce del Discóbolo se encuentra en los jardines del Palacio de las Academias de Bruselas, y otra similar, en el Rijksmuseum de Ámsterdam. Otro de sus patrocinadores fue el español Carlos Miguel Fitz-James Stuart, XIV duque de Alba. Kessels esculpió para él un Lanzador de disco en reposo, ahora en la Accademia Nazionale di San Luca en Roma, y un Cupido afilando sus flechas.
En 1823 Luis, príncipe heredero de Baviera, lo visitó en su estudio en Roma y le solicitó un busto de mármol de Maarten Tromp, que fue colocado en 1845 en el Walhalla de Donaustauf, cerca de Ratisbona. Luis ofreció a Kessels un puesto como director de la academia en Múnich, pero el escultor prefirió continuar en Roma. Otro patrón importante fue Guillermo I, rey de los Países Bajos para quien esculpió Marte descansando, un mármol colosal ahora en el Palacio de Laeken; como premio a su trabajo, Kessels recibió la Orden del León holandés.

## Estilo y evolución
Aunque durante su vida su arte alcanzó un gran éxito, hoy en día su fama y reconocimiento ha sufrido cierta merma. Perteneció a la escuela neoclásica romana, fundada por Canova y Thorvaldsen, y junto a Johann Gottfried Schadow, Albert Wolff y otros, se adhirió plenamente a la estética idealista y las leyes establecidas por el arte clásico. Sus trabajos se inspiran temática y estéticamente en la estatuaria grecolatina; además de algunas de las obras antes mencionadas, destacan los bustos de mármol de Marco Aurelio, Cicerón, Isis, y Julio César (realizados entre 1817-1819), El genio del arte (1820-1823), Baco (1823-1824), Mujer llorando sobre una urna (1825) y Venus (1826-1829).
A finales de la década de 1820 Kessels abandonó el rígido canon neoclásico de Thorvaldsen, caracterizado por la frialdad y el academicismo, en favor del estilo más seductor de Canova, influido por el pathos del barroco italiano. Esto se observa en el Monumento a la condesa de Celles (Roma, iglesia de San Giuliano dei Fiamminghi, 1828). En otra gran escultura, Escena de diluvio (yeso, c. 1833), el énfasis heroico y romántico la diferencia de algunas de otras obras de su último período, que están imbuidas de cierto sentimentalismo religioso, como el Cristo de la columna, La Piedad, y varios bustos de Cristo, la Virgen María y los cuatro evangelistas.

## Galería de obras

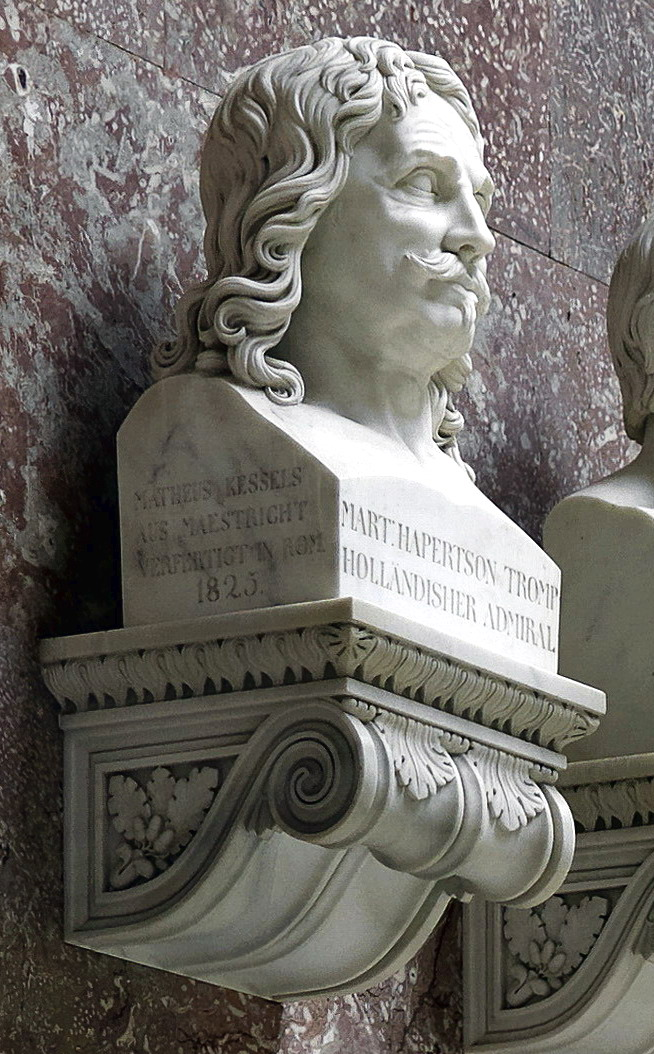
Maarten Harpentsz Tromp, Walhalla, Ratisbona.
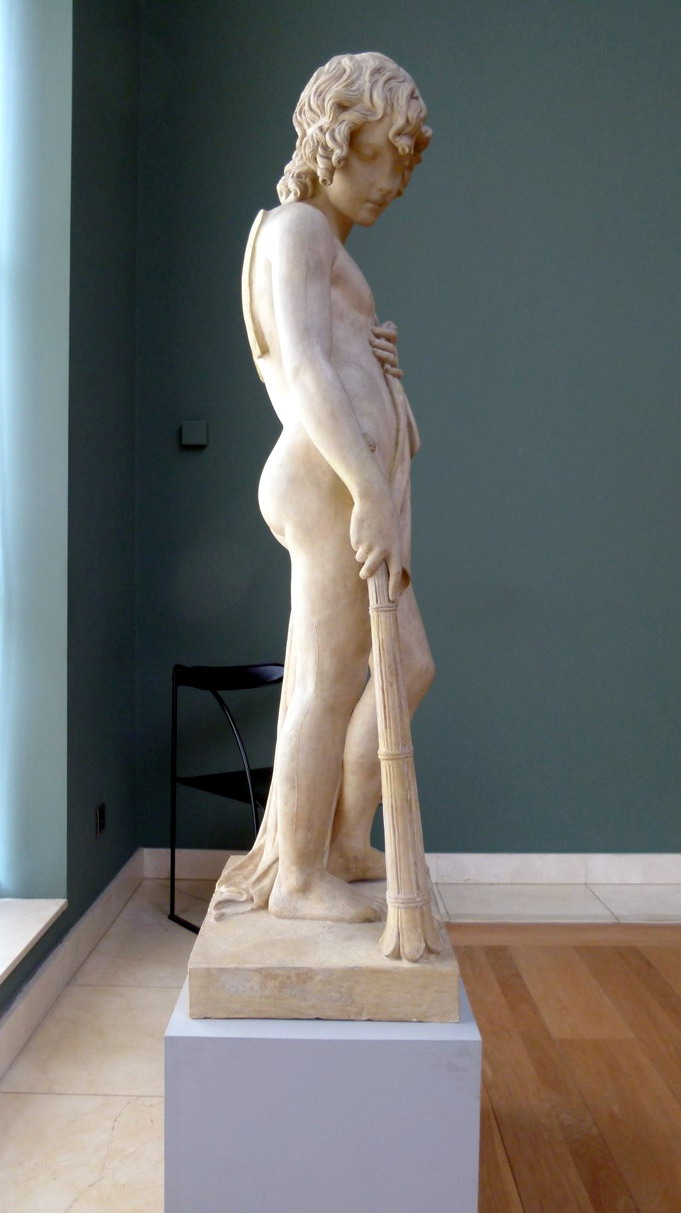
Genio funerario, Museos Reales de Bellas Artes de Bélgica.
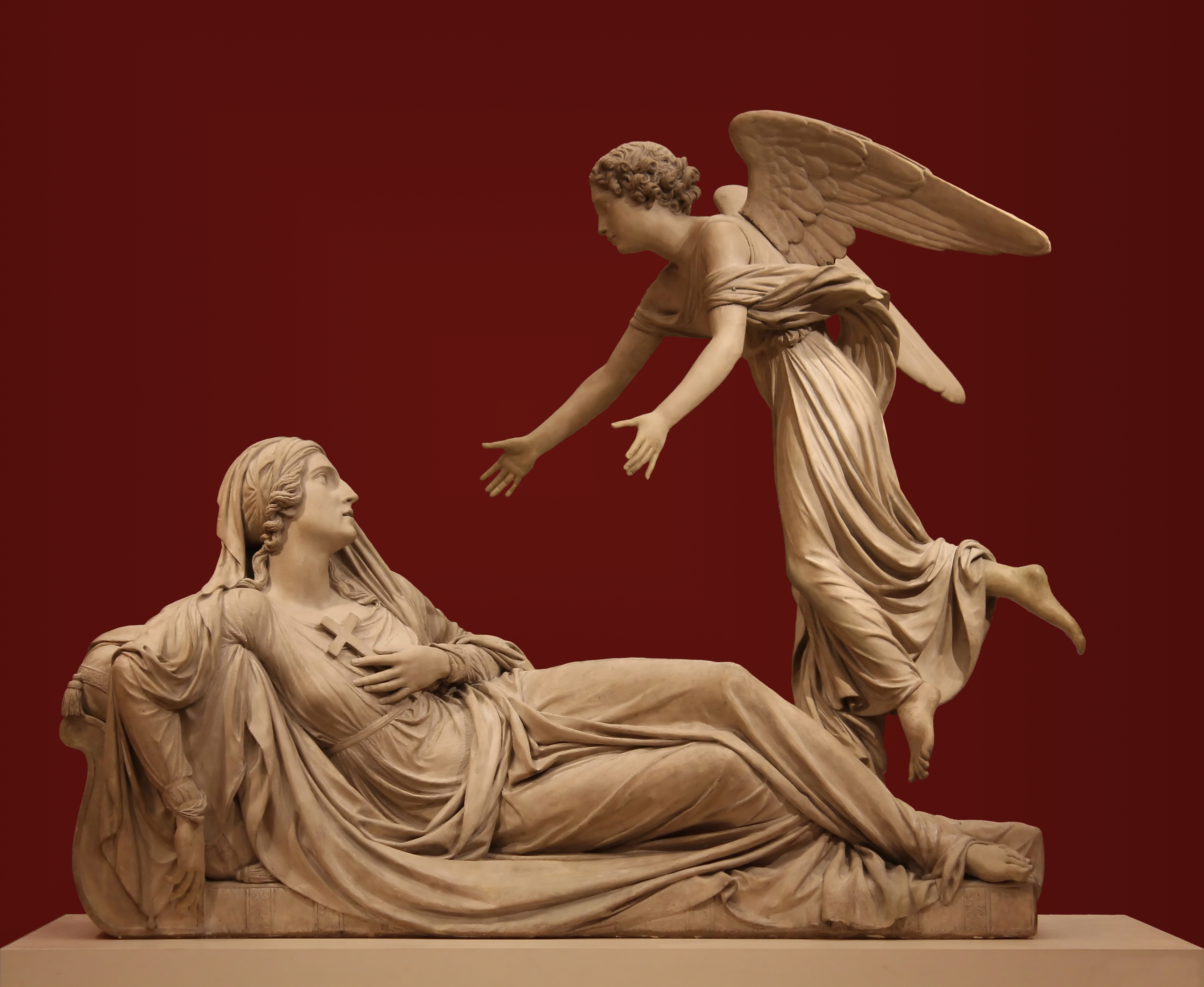
Boceto del Monumento a la Condesa de Celles, ídem.
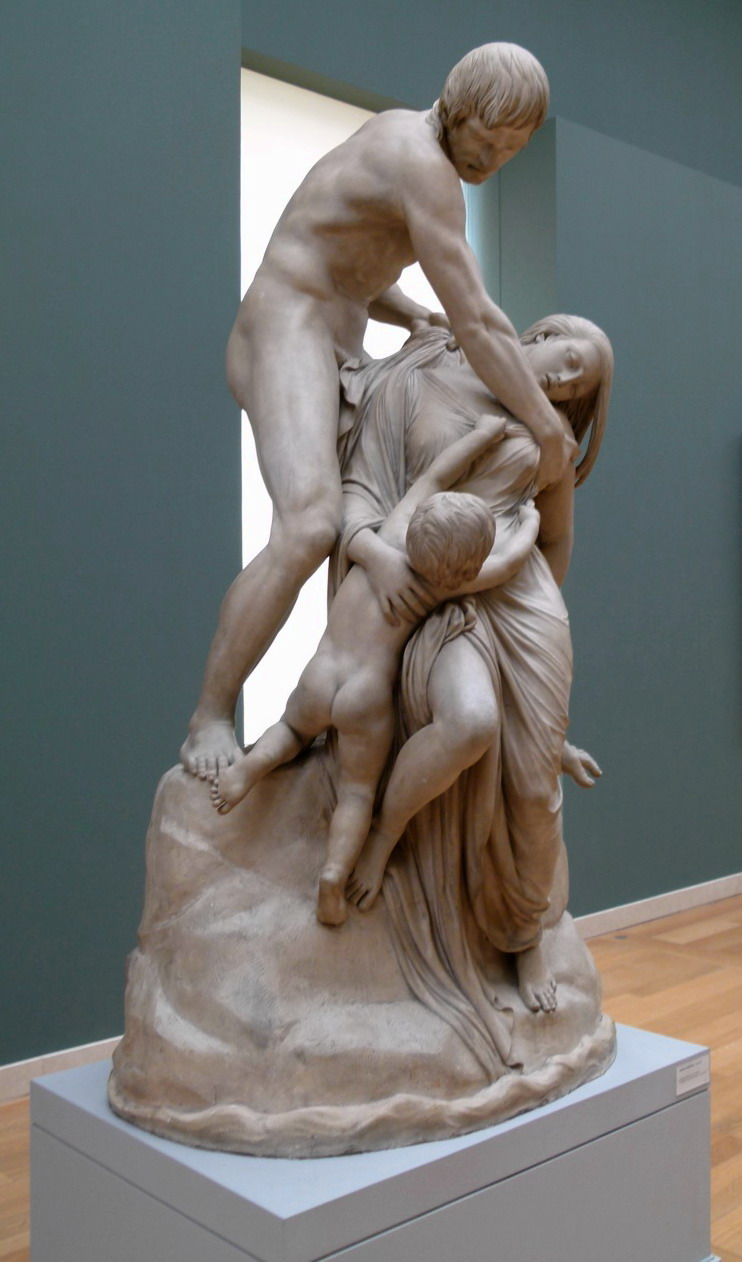
Escena de diluvio, ídem.